# وزارة الشؤون الخارجية (أندورا)
وزارة الخارجية (بالكتالونية: Ministeri d'Afers Exteriors)‏ هي الوزارة الحكومية الأندورية التي تشرف على العلاقات الخارجية لأندورا.
قائمة الوزراء
- أنتوني أرمينغول (1993-1994)
- مارك فيلا أميجو (1994)
- مانويل ماس ريبو (1994-1997)
- ألبرت بنتات (1997-2001)
- جولي مينوفيس تريكويل (12 أبريل 2001 - 7 مايو 2007)
- ميريتكسيل ماتيو باي (2007-2009)
- كزافييه إسبوت ميرو (8 يونيو 2009-2011)
- جيلبرت سابويا سونيي (16 مايو 2011-17 يوليو 2017)
- ماريا أوباخ (17 يوليو 2017-16 مايو 2023)
- إيما تور فوس (منذ 17 مايو 2023)

## الإدارات
- دائرة الشؤون الثنائية والقنصلية
- إدارة الشؤون المتعددة الأطراف والتعاون

## روابط خارجية
- وزارة الشئون الخارجية